# 阿兰娜·克劳斯
阿兰娜·克劳斯（英語：Alanna Kraus，1977年6月30日—），加拿大女子短道速滑运动员。她曾代表加拿大参加2002年和2006年冬季奥林匹克运动会短道速滑比赛，获得一枚银牌和一枚铜牌。